# Imitation
Imitation är en efterapning, kopia eller efterlikning. Uttrycket omfattar många områden, bland annat konsten att med rösten, kroppsspråk och andra beteenden härma andra personer. Ibland tar man också hjälp av kostym och mask. En imitatör efterliknar ofta någon annan för att åstadkomma en komisk och ibland förlöjligande effekt, medan en mer hyllande form av imitation ofta används av en look-alike.
En imitation, när det kommer till produkter, kallas replik och innebär ett objektet som är tillverkat för att helt efterlikna ett original.

## Kända internationella imitatörer i urval
- Maurice LaMarche
- Frank Welker
- Jim Cummings
- Rob Paulsen
- Tress MacNeille
- Dan Castellaneta
- Steve Bridges
- Frank Caliendo
- Jim Carrey
- Dana Carvey
- Jimmy Fallon
- Will Ferrell
- Tina Fey
- Bill Hader
- Darrell Hammond
- Rich Little
- Kate McKinnon
- Jay Pharoah
- Martin Short
- Aries Spears
- Kristen Wiig
- Robin Williams
- Debra Wilson
- Jess Harnell

## Kända svenska imitatörer
- Anna Blomberg
- Anna Bromée
- Olof Buckard
- Anna Carlsson
- Göran Gabrielsson
- Robert Gustafsson
- Ann-Louise Hanson
- Rachel Mohlin
- Anders Mårtensson
- Maria Möller
- Jörgen Mörnbäck
- Bosse Parnevik
- Lasse Sundholm